# Cut (Unix)
cut jest komendą uniksowego wiersza poleceń. Wykorzystuje się go do wyciągania części z każdej linii wejścia. Zazwyczaj polecenie to jest używane do wyciągania części z plików.
Służą do tego sprecyzowane parametry:
- (-b) – dla określonych bajtów (ang. bytes)
- (-c) – dla określonych znaków (ang. characters)
- (-f) – dla określonych pól (ang. fields)
- (-d) – separator (ang. delimiter). Znak po -d jest separatorem. Standardowym separatorem jest znak tabulacji, ale mogą być też inne symbole np. dwukropek.

Zasięg musi zawierać w każdym przypadku jeden z warunków
N, N-M, N- (od N do końca linii), lub -M (od rozpoczęcia linii do M).

## Przykład
Tworzymy plik nazwany plik_testowy zawierający treść:
```
foo:bar:baz:qux:quux
one:two:three:four:five:six:seven
alpha:beta:gamma:delta:epsilon:zeta:eta:teta:iota:kappa:lambda:mu
```

Aby otrzymać na wyjściu znaki od 4 do 10 z każdej linii wpisujemy:
```
% cut -c 4-10 plik_testowy
```

Na wyjściu otrzymujemy:
```
:bar:ba
:two:th
ha:beta
```

Aby otrzymać pola od piątego do końca każdej linii (w tym przypadku separatorem pól jest dwukropek) należy wpisać:
```
% cut -d : -f 5- plik_testowy
```

Na wyjściu otrzymujemy:
```
quux
five:six:seven
epsilon:zeta:eta:teta:iota:kappa:lambda:mu
```